# Le Maosheng
Le Maosheng (9 de agosto de 1978, em Gulja, província de Hunan) é um halterofilista chinês.
Le Maosheng foi campeão mundial júnior em 1998, com 315 kg no total combinado (140 no arranque e 175 no arremesso), marcas estas que foram recordes mundiais para juniores na categoria até 62 kg.
Le Maosheng ganhou medalha de prata nos Jogos Olímpicos de 2004 na categoria até 62 kg, com 312,5 kg no total combinado (140 no arranque e 172,5 no arremesso), atrás de seu compatriota Shi Zhiyong, com 325 kg (152,5+172,5).
Quadro de resultados
| Ano  | Competição                | Lugar      | Total    | Posição | Arranque | Posição | Arremesso | Posição | Classe de peso |
| ---- | ------------------------- | ---------- | -------- | ------- | -------- | ------- | --------- | ------- | -------------- |
| 1997 | Campeonato Mundial        | Chiang Mai | 295 kg   | 2.      | 130 kg   | 3.      | 165 kg    | 2.      | –59 kg         |
| 1998 | Campeonato Mundial Júnior | Sófia      | 315 kg   | 1.      | 140 kg   | 1.      | 175 kg    | 1.      | –62 kg         |
| 1998 | Campeonato Mundial        | Lahti      | 320 kg   | 5.      | 137,5 kg | 6.      | 170 kg    | 4.      | –62 kg         |
| 1998 | Jogos Asiáticos           | Bangkok    | 305 kg   | 1.      | 140 kg   | 1.      | 165 kg    | 1.      | –62 kg         |
| 1999 | Campeonato Mundial        | Atenas     | 320 kg   | 1.      | 140 kg   | 4.      | 180,5 kg  | 1.      | –62 kg         |
| 2000 | Campeonato Asiático       | Osaka      | 310 kg   | 2.      | 140 kg   | 2.      | 170 kg    | 1.      | –62 kg         |
| 2000 | Jogos Olímpicos *         | Sydney     | 315 kg   | 4.      | 140 kg   |         | 175 kg    |         | –62 kg         |
| 2002 | Jogos Asiáticos           | Busan      | 322,5 kg | 1.      | 140 kg   | 1.      | 182,5 kg  | 1.      | –62 kg         |
| 2002 | Campeonato Mundial        | Varsóvia   | 310 kg   | 2.      | 140 kg   | 1.      | 170 kg    | 3.      | –62 kg         |
| 2003 | Campeonato Mundial        | Vancouver  | 305 kg   | 3.      | 135 kg   | 3.      | 170 kg    | 3.      | –62 kg         |
| 2004 | Campeonato Asiático       | Almati     | 320 kg   | 1.      | 145 kg   | 2.      | 175 kg    | 1.      | –62 kg         |
| 2004 | Jogos Olímpicos *         | Atenas     | 312,5 kg | 2.      | 140 kg   |         | 172,5 kg  |         | –62 kg         |

* Nos Jogos Olímpicos as medalhas são dadas somente para o total combinado
Estabeleceu ainda dois recordes mundiais no arremesso, na categoria até 62 kg, sem limitação de idade. Os recordes foram:
| Data       | Disciplina | Marca      | Classe de peso | Lugar  |
| ---------- | ---------- | ---------- | -------------- | ------ |
| 23.11.1999 | Arremesso  | 180,5 kg   | –62 kg         | Atenas |
| 02.10.2002 | Arremesso  | 182,5 kg * | –62 kg         | Busan  |